# 白川郷 (小惑星)
白川郷（しらかわごう、22470 Shirakawa-go）は小惑星帯の小惑星である。埼玉県のアマチュア天文家、佐藤直人が1997年に発見した。
ユネスコの世界遺産（文化遺産）に1995年、登録されたことに因んで命名された。
白川郷は、岐阜県内の庄川流域に位置し、その中でも荻町地区は合掌造りと呼ばれる茅葺（かやぶき）の屋根が独特の景観をなす集落として知られている。